# Natalja Szykolenko
Natalja Iwanowna Szykolenko (ros.: Наталья Ивановна Шиколенко; biał.: Наталля Шыкаленка, Natalla Szykalenka; ur. 1 sierpnia 1964 w Andiżanie w Uzbekistanie, zm. 15 maja 2025) – białoruska lekkoatletka specjalizująca się w rzucie oszczepem. 

## Kariera
Początkowo startowała w barwach ZSRR.
Wicemistrzyni olimpijska z Barcelony, złota i brązowa medalistka mistrzostw świata (1993 i 1995). W 1994 wygrała Superligę Pucharu Europy. Zajęła też 12. miejsce w finale rzutu oszczepem, podczas igrzysk olimpijskich w Atlancie.
Była starszą siostra Tatjany, także oszczepniczki.